# Бенвенути, Томмазо (футболист)
Томмазо Бенвенути (итал. Tommaso Benvenuti; 3 февраля 2006) — сан-маринский футболист, защитник молодёжной команды итальянского «Сассуоло» и сборной Сан-Марино. Брат-близнец Джакомо Бенвенути.

## Биография

### Клубная карьера
Сын чемпиона Европы в беге на 800 метров, итальянца Андреа Бенвенути (р. 1969). Воспитанник футбольной академии Сан-Марино. В 2020 году перешёл в юношескую команду итальянского «Сассуоло». На профессиональном уровне дебютировал в сезоне 2023/24, выступая вместе со своим братом Джакомо в аренде за клуб «Виктор Сан-Марино» в итальянской Серии D, где сыграл 21 матч.

### Карьера в сборной
В октябре 2022 года был капитаном сборной Сан-Марино до 17 лет в квалификационном раунде чемпионата Европы 2023. Также вызывался в сборные до 19 и до 21 года.
За основную сборную Сан-Марино дебютировал 5 сентября 2024 года в матче Лиги наций УЕФА 2024/25 против Лихтенштейна, в котором вышел на замену на 71-й минуте вместо Алессандро Този. Встреча завершилась со счётом 1:0 в пользу Сан-Марино, что стало лишь второй победой за всю историю сборной.